# Tuxenentulus wuluensis
Tuxenentulus wuluensis är en urinsektsart som beskrevs av Chao och Chen 1999. Tuxenentulus wuluensis ingår i släktet Tuxenentulus och familjen lönntrevfotingar. Inga underarter finns listade i Catalogue of Life.